# Pallavolo paralimpica ai XVII Giochi paralimpici estivi
Il torneo di pallavolo paralimpica ai XVII Giochi paralimpici estivi si è solto dal 29 agosto al 7 settembre 2024 presso il Parc des expositions de Paris-Nord Villepinte.

## Formato
Le squadre partecipanti (8 maschili e 8 femminili) hanno disputato un'iniziale fase a gironi, suddivise in due gruppi da quattro squadre ciascuna. Sono stati assegnati due punti alla vincitrice di ogni incontro e uno solo alla squadra sconfitta. Le prime due classificate di ciascun gruppo hanno proseguito il torneo a eliminazione diretta. Le squadre sconfitte alle semifinali hanno fatto accesso alla finale per la medaglia di bronzo mentre le terze e quarte classificate nei gironi hanno disputato le partite, rispettivamente, per il quinto/sesto posto e settimo/ottavo posto. 

## Calendario
| Pallavolo paralimpica ai XVII Giochi paralimpici estivi | Pallavolo paralimpica ai XVII Giochi paralimpici estivi | Pallavolo paralimpica ai XVII Giochi paralimpici estivi | Pallavolo paralimpica ai XVII Giochi paralimpici estivi | Pallavolo paralimpica ai XVII Giochi paralimpici estivi | Pallavolo paralimpica ai XVII Giochi paralimpici estivi | Pallavolo paralimpica ai XVII Giochi paralimpici estivi | Pallavolo paralimpica ai XVII Giochi paralimpici estivi | Pallavolo paralimpica ai XVII Giochi paralimpici estivi | Pallavolo paralimpica ai XVII Giochi paralimpici estivi | Pallavolo paralimpica ai XVII Giochi paralimpici estivi | Pallavolo paralimpica ai XVII Giochi paralimpici estivi | Pallavolo paralimpica ai XVII Giochi paralimpici estivi |
| Torneo                                                  | Gio 29                                                  | Ven 30                                                  | Sab 31                                                  | Dom 1                                                   | Lun 2                                                   | Mar 3                                                   | Mer 4                                                   | Gio 5                                                   | Ven 6                                                   | Ven 6                                                   | Sab 7                                                   | Sab 7                                                   |
| ------------------------------------------------------- | ------------------------------------------------------- | ------------------------------------------------------- | ------------------------------------------------------- | ------------------------------------------------------- | ------------------------------------------------------- | ------------------------------------------------------- | ------------------------------------------------------- | ------------------------------------------------------- | ------------------------------------------------------- | ------------------------------------------------------- | ------------------------------------------------------- | ------------------------------------------------------- |
| Maschile dettagli                                       | G                                                       | G                                                       | G                                                       | G                                                       | G                                                       | G                                                       |                                                         | SF                                                      | B                                                       | F                                                       |                                                         |                                                         |
| Femminile dettagli                                      | G                                                       | G                                                       | G                                                       | G                                                       | G                                                       | G                                                       |                                                         | SF                                                      |                                                         |                                                         | B                                                       | F                                                       |

| G | Gironi eliminatori | SF | Semifinali | B | Finale medaglia di bronzo | F | Finale medaglia d'oro |

## Podi
| Evento           | Oro         | Argento              | Bronzo |
| ---------------- | ----------- | -------------------- | ------ |
| Torneo maschile  | Iran        | Bosnia ed Erzegovina | Egitto |
| Torneo femminile | Stati Uniti | Cina                 | Canada |